# 皮埃尔·塞吉埃
皮埃尔·塞吉埃（法語：Pierre Séguier，1588年5月28日—1672年1月28日），法国政治家、司法官，维拉莫尔公爵（法語：duc de Villemor）出身，曾任掌玺大臣（法語：garde des Sceaux）、法国首席大法官（法語：chancelier de France）。

## 生平

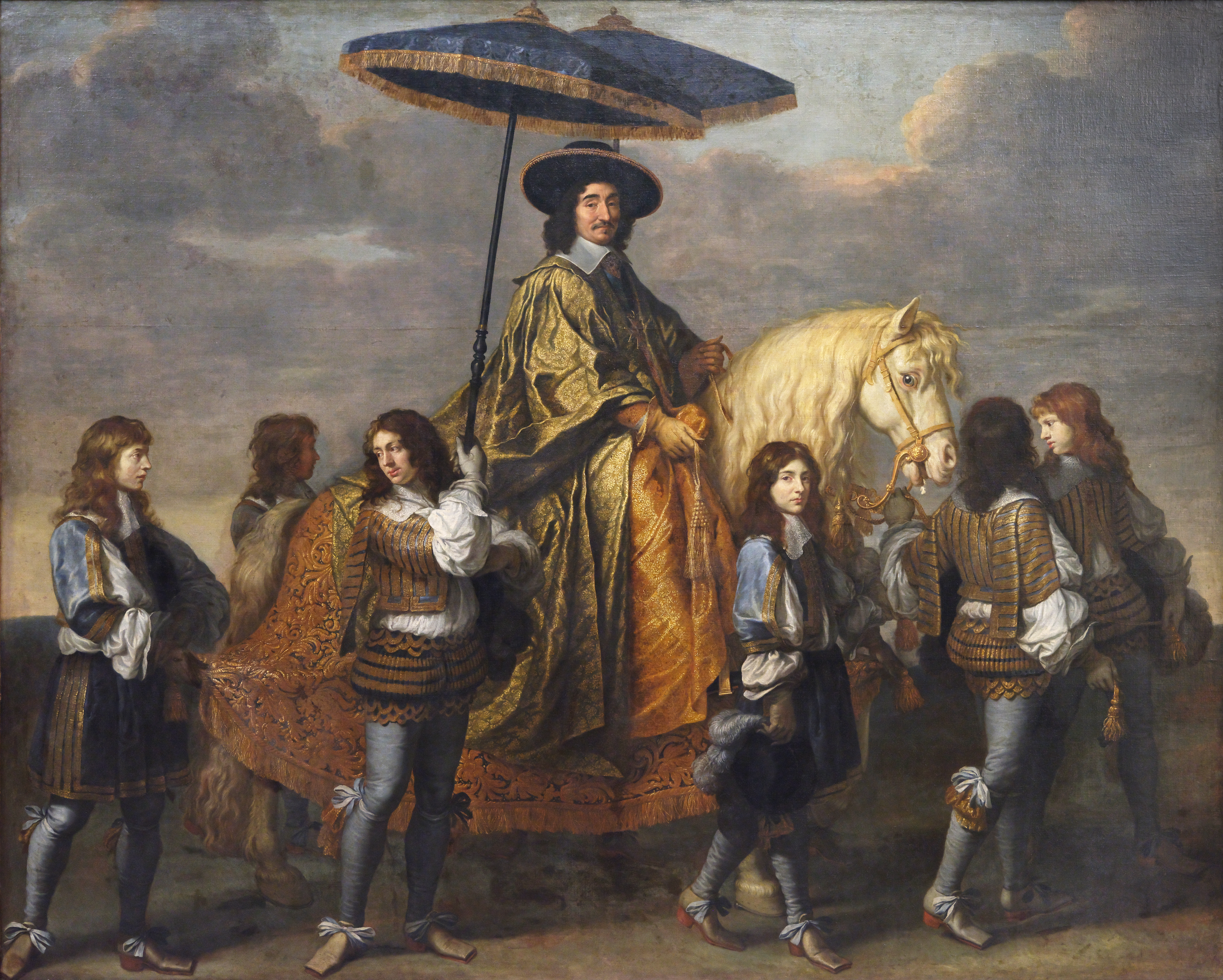
《掌玺大臣塞吉埃》。塞吉埃在1660年跟隨國王路易十四進入巴黎的儀仗隊伍。畫中表現塞吉埃對自身「穿袍貴族」的優越感，在他身邊的青年騎士，個個都是血統純正優良的「配劍貴族」，卻要服侍中產階級出身的塞吉埃。夏爾·勒·布朗於1670年繪

1588年5月28日生于巴黎。出身于店鋪買賣的中產家庭，1620年晉升為穿袍貴族。1633年成为掌玺大臣，1635年升任首席大法官。
1635年，他成为法兰西学术院院士，也是位居一号座椅的首位院士。他在兩任紅衣主教黎希留與馬薩林手下效力，1648-1653年的投石黨暴亂時，他為路易十四的王室政府，出力不少。
他在1660年代開始主導法國的外交政策，與財政大臣柯爾貝爾、軍備大臣盧福瓦侯爵並列為三大重臣，對路易十四的外交多有貢獻。
1672年，他在巴黎西部的圣日耳曼昂莱病逝。法國文學家大仲馬在名著三劍客描繪出他的形象，使他頗為後人所知。